# Schwäbischer Verlag
Die Schwäbischer Verlag GmbH und Co.KG Drexler, Gessler ist ein Medienunternehmen mit Hauptsitz in Ravensburg. Mit der Marke SV Gruppe bildet sie die Dachorganisation für etwa 150 Tochter- und Enkelunternehmen und über 20 weiteren Beteiligungsunternehmen. Die wichtigsten Produkte sind die Schwäbische Zeitung und der Zollern-Alb-Kurier, welche regional im Südwesten verbreitet sind. Die Nordkurier Mediengruppe ist Teil der SV Gruppe. Die Beteiligungsunternehmen vertreiben ihre Produkte teilweise deutschlandweit: Online-Portale, Amts- und Anzeigenblätter, die größte Lokalfernsehgruppe in Deutschland, mehrere Radiosender, vielseitige Magazine, zwei Druckhäuser, Digital-, Content-Marketing- und Crossmedia-Einheiten, E-Commerce, logistische Dienstleistungen, wie Briefdienst, Paketzustellung und Fulfillment.

## Geschichte
1922 gründete der Verleger Franz Walchner eine genossenschaftliche Kooperation, den Verband oberschwäbischer Zeitungsverleger in Friedrichshafen. In der Nazizeit wurde der Verband in „Donau-Bodensee-Zeitung“ umbenannt, Standort wurde ab 1943 Leutkirch im Allgäu. Nach ausgiebigen Verhandlungen mit der Militärregierung Baden-Baden und der Unterzeichnung des Gesellschaftervertrags gründeten Verleger des Verbands am 3. Dezember 1945 den Schwäbischen Verlag mit der Schwäbischen Zeitung. Die erste Ausgabe der Schwäbischen Zeitung erschien am 4. Dezember 1945 mit einer Auflage von 98.370 Exemplaren. Sie erschien zunächst zweimal wöchentlich jeden Dienstag und Freitag.
Erstkomplementäre des Verlages waren der Leutkircher Zeitungsverleger Max Drexler, der Friedrichshafener Verleger Othmar Gessler sowie Redakteur Wendelin Hecht (bis 1943 Verlagsleiter der Frankfurter Zeitung). Die ersten Kommanditisten waren Max Diederich aus Biberach an der Riß und Franz Walchner aus Wangen im Allgäu. Die heutigen Kommanditisten sind Julia Sabathil-Diederich, Andreas Drexler, Andreas Gessler, Martin Walchner und Erich Fürst von Waldburg zu Zeil.
- 1962 wurde Georg von Waldburg zu Zeil und Trauchburg Anteilseigner.[4][5]
- 1992 wurde gemeinsam mit der Südwest Presse das Druckhauses Ulm-Oberschwaben mit zwei Standorten (Weingarten und Ulm) in Betrieb genommen
- 1993 wurde die Tochtergesellschaft „Merkuria“ gegründet. Zu ihr gehören 25 lokale Zustelldienste
- 1995 wurde das Anzeigenblatt „INFO – Die regionale Wochenzeitung“ (heute Südfinder) erstmals herausgegeben
- 2003 Die Tageszeitung wird digital als E-Paper verbreitet
- 2012: Das Medienhaus Schwäbisch Media verlegt seinen Hauptsitz von Leutkirch nach RavensburgUnternehmenssitz in Ravensburg

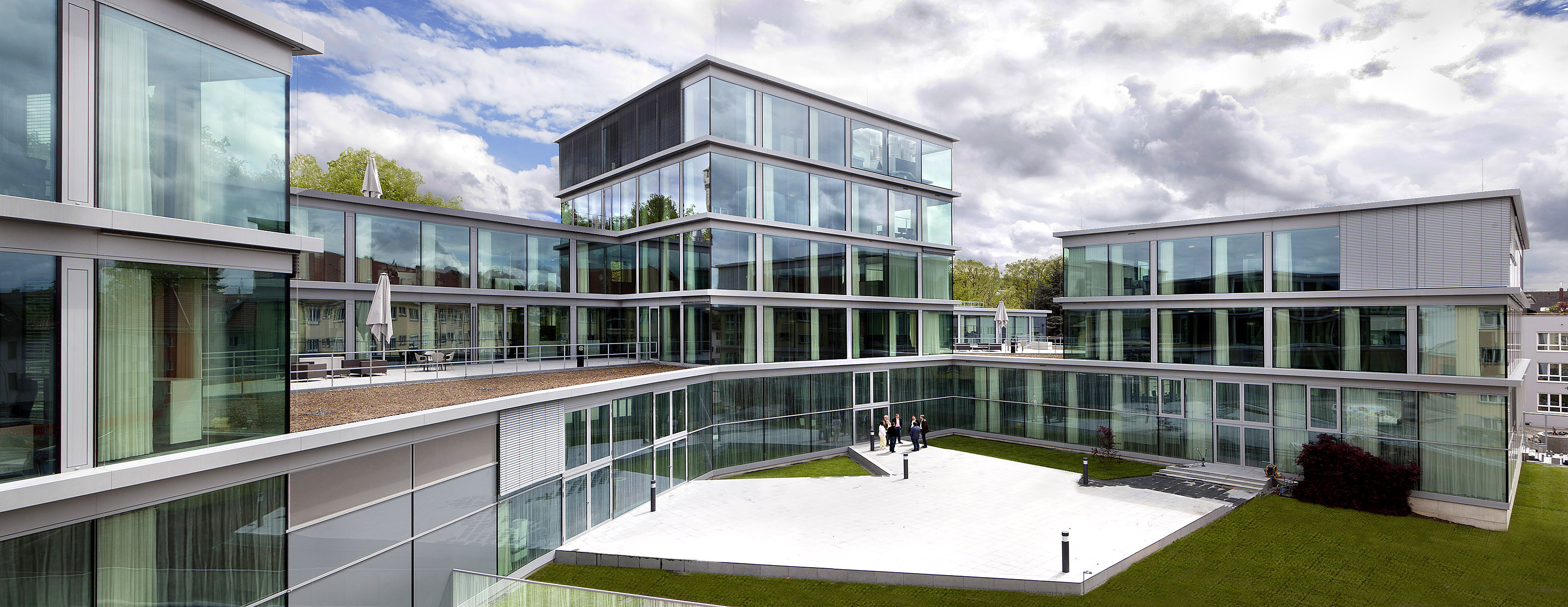
Unternehmenssitz in Ravensburg

- 2016: Der eigene Radiosender Neckar Alb Live geht an den Start
- 2021: Der Schwäbische Verlag wird alleiniger Anteilseigner der Nordkurier Mediengruppe. Durch den Zusammenschluss entsteht eine Mediengruppe mit rund 2500 Festangestellten sowie mehr als 5000 Zustellern. Die beiden Zeitungstitel „Schwäbische Zeitung“ und „Nordkurier“ erreichen gemeinsam eine tägliche Auflage von über 200.000 Exemplaren.
- 2022: Mit der Übernahme des Druckhaus Weingarten gehören zwei Druckereien zum Unternehmen.

## Medien
Tageszeitung der Dachmarke Schwäbisch Media ist die Schwäbische Zeitung. Zu den Wochenblättern gehören der Südfinder, Schwäbische Märkte, dazu kommen verschiedene Magazine. Der zum Unternehmen gehörende Wagner-Verlag veröffentlicht für Städte und Gemeinden Amtsblätter. Digitale Medien sind u. a. schwaebische.de, das E-Paper der Schwäbischen Zeitung und das Portal südfinder.de. Zum Bereich Bewegtbild gehören die regionalen Fernsehsender Regio TV Schwaben, Regio TV Stuttgart und Regio TV Bodensee. Hinzu kommen die Produktionsfirmen mooove.media und Eurotape. Im Audiobereich ist der Schwäbische Verlag mit drei Radiosendern vertreten: Neckaralb Live (100% Anteile), Radio 7 (44% Anteile) und Radio Seefunk (20% Anteile).
Zur Dachmarke Nordkurier Mediengruppe gehören die Tageszeitungen Schweriner Volkszeitung, Norddeutsche Neueste Nachrichten und Nordkurier, das Wochenblatt Lokalfuchs, der Buchverlag mecklenbook sowie die regionalen Fernsehsender Regio TV Nord und Regio TV Rostock. Die digitalen Medien sind das Reichweitenportal www.nordkurier.de sowie die E-Papier der Tageszeitungen.

## Business
Im Bereich Business ist der Schwäbische Verlag in den Bereichen Druck (SV Druck GmbH Standort Weingarten, Nordkurier Druck GmbH & Co. KG) Vermietung (dauerhafte Büroflächen in den Immobilien in Ravensburg, Brandenburg oder Berlin oder Räumlichkeiten für Meetings und Events) Shared Services (SV Kaufmännischer Service, SV Technologie, SV Dialog, SV Medienproduktion, SV Vermarktung), Tourismus (www.bodensee.de, www.meckpomm.de) und Food (Restaurants und Catering) vertreten.

## Logistik
Der Schwäbische Verlag ist mit seiner Logistiksparte in Süddeutschland der größte Zeitungslogistiker in Baden-Württemberg. Es werden Tageszeitungen, Wochenzeitungen, adressierte Sendungen sowie lokale Amts- und Gemeindeblättern in alle Briefkästen transportiert und verteilt. Mit dem Briefservice südmail und dem Zustelldienst Merkuria werden Dienstleistungen für Briefe und kleinere Pakete sowie die Zustellung von Zeitungen angeboten. In Norddeutschland sind ca. 1.100 Mitarbeiter beschäftigt.

## Kinowerbung (2005 bis 2012)
Das Medienhaus Schwäbischer Verlag betreute und vermarktete seit der Übernahme der „Udia-Filmwerbung“ in Ulm und der „Europa Film + Werbung“ in Stuttgart im Jahr 2005 die Kinowerbung in Filmtheatern in Baden-Württemberg und Bayern, teilweise auch in Rheinland-Pfalz und Hessen. Zum 1. August 2012 trennte sich das Medienhaus von dieser Sparte und verkaufte die beiden Unternehmen.

## Besitzverhältnisse
Die fünf Kommanditisten waren 2016 Julia Sabathil-Diederich, Andreas Drexler, Andreas Gessler, Martin Walchner und Erich von Waldburg zu Zeil und Trauchburg. Letzterer hält etwa 9 % der Anteile an der Schwäbischen Zeitung. Über die anderen Anteilseigner ist in der Öffentlichkeit weniger bekannt, sie werden aber von der KEK publiziert.